# Ringo the 4th
| Recensione       | Giudizio |
| ---------------- | -------- |
| AllMusic         | [ 1 ]    |
| DeBaser          | [ 2 ]    |
| Hervé Bourhis    | [ 3 ]    |
| Robert Christgau | D        |

Ringo the 4th è il settimo album solista in studio di Ringo Starr, sesto contenente brani inediti; venne pubblicato a settembre 1977 su etichetta Polydor/Atlantic Records.

## Il disco

### Storia e composizione dei brani
Il precedente album Ringo's Rotogravure non aveva riscosso il successo di Ringo del 1973 e Goodnight Vienna del 1974, anche se era stato realizzato, come questi ultimi, con la tecnica all-stars: numerosi personaggi di spicco del mondo della musica contribuivano alla realizzazione dell'album, fra cui i suoi ex-compagni dei Beatles. Allora Ringo Starr decise d'interrompere questa formula, con qualche parziale eccezione ai cori. Mentre nei precedenti album i contributi compositivi del batterista erano ridotti a pochi brani, in questo Starr è il coautore di tutti i brani assieme a Vini Poncia; questo è infatti l'apice della partnership tra i due, iniziata con Ringo. Le uniche tracce a fare eccezioni sono Drowning in the Sea of Love, cover dell'originale di Joe Simon, Tango All Night, originariamente interpretata dal gruppo La Seine, Can She Do It Like She Dances e Sneaking Sally Through the Alley, cover di un brano di Robert Palmer contenuto sull'omonimo album, composto da Allen Toussaint.

### Registrazione
Le sessioni di registrazione iniziarono il 5 febbraio 1977 ai Cherokee Studios di Los Angeles; vennero inizialmente registrati due brani poi non più pubblicati, Lover Please e Wild Shining Stars, ma entro la fine del mese vennero registrate Out on the Streets, It's No Secret e Gypsies in Flight, tutti brani originali poi pubblicati. A giugno dello stesso anno, le registrazioni si spostarono agli Atlantic Studios di New York, dove venne ultimato l'album e dove venne registrata Just a Dream, lato B sia del singolo Wings che di Drowning in the Sea of Love. Alla fine del mese, le sessioni di registrazione tornarono a LA, dove vennero registrate quattro canzoni tuttora inedite: Birmingham, This Party o The Party, una differente versione di Just a Dream e By Your Side. Sono rimaste inedite anche due registrazioni casalinghe, Nancy, Ringo, Vini and Friends e Duet - Nancy and Ringo, ispirate dalla fidanzata di Starr, Nancy Andrews.

### Pubblicazione
Ringo the 4th, così chiamato perché Starr considerava il suo primo album Ringo e non Sentimental Journey, venne pubblicato negli Stati Uniti il 26 settembre 1977 e nel Regno Unito il 30 dello stesso mese. L'album fu un tremendo insuccesso: non entrò in classifica nella patria del batterista e la sua posizione più alta negli USA fu la centosessantaduesima. Mentre in Gran Bretagna già la compilation Blast from Your Past del 1975 non era entrata in classifica, in America Ringo's Rotogravure era arrivato al ventottesimo posto. In Inghilterra venne pubblicato dalla Polydor Records con il numero di serie 2310 556, mentre negli USA dall'Atlantic Records con il numero di catalogo SO 19108. I risultati in classifica furono omogenei in tutto il mondo; in Canada rimase in classifica per due settimane, debuttando alla novantanovesima posizione il 29 ottobre ed arrivando alla novantaquattresima la settimana successiva, mentre in Australia è arrivato sessantacinquesimo. Dopo questo flop, l'Atlantic Records licenziò Starr. Fu l'unico 33 giri ad essere pubblicato da un ex-beatle nel 1977.
Dall'album vennero estratti numerosi singoli. Il primo fu Drowning in the Sea of Love/Just a Dream, pubblicato il 16 settembre 1977 in Gran Bretagna; era stato pianificato che il 45 giri venisse pubblicato anche in America, ma venne sostituito da Wings/Just a Dream; comunque, il 18 ottobre uscì anche negli States. Nessuno dei singoli entrò in classifica, anche se Wings viene pubblicizzato da Ringo con un'intervista con il DJ Dave Herman a Los Angeles il 5 settembre 1977. Il singolo Sneaking Sally Through the Alley/Tango All Night venne pubblicato in Australia nel 1977, mentre Tango All Night/It's No Secret venne pubblicato in Spagna nel 1978.
L'unico brano di Ringo the 4th incluso in una compilation è stato Can She Do It Like She Dances, pubblicato su Starr Struck: Best of Ringo Starr, Vol.2 del 1989; nessun brano è apparso su Photograph: The Very Best of Ringo del 2007. Wings, così come Step Lightly, è stata registrata una seconda volta per l'album Ringo 2012 del 2012. Wings è anche l'unico brano eseguito dal vivo da Ringo Starr, nei tours della All-Starr Band del 2012 e del 2013; una versione live è stata donata per l'album Songs After Sandy: Friends of Red Hook for Sandy Relief, in sostegno alle vittime dell'uragano Sandy.

## Tracce

### Vinile e CD
1. Drowning in the Sea of Love – 5:09 (Kenny Gamble, Leon Huff))
2. Tango All Night – 2:58 (Steve Hague, Tom Seufert)
3. Wings – 3:26 (Richard Starkey, Vini Poncia)
4. Gave It All Up – 4:41 (Richard Starkey, Vini Poncia)
5. Out on the Streets – 4:29 (Richard Starkey, Vini Poncia)
6. Can She Do It Like She Dances – 3:12 (Steve Duboff, Gerry Robinson)
7. Sneaking Sally Through the Alley – 4:17 (Allen Toussaint)
8. It's No Secret – 3:42 (Richard Starkey, Vini Poncia)
9. Gypsies in Flight – 3:02 (Richard Starkey, Vini Poncia)
10. Simple Love Song – 2:57 (Richard Starkey, Vini Poncia)

### Cassetta in Gran Bretagna
1. Drowning in the Sea of Love – 5:09 (Kenny Gamble, Leon Huff))
2. Tango All Night – 2:58 (Steve Hague, Tom Seufert)
3. Wings – 3:26 (Richard Starkey, Vini Poncia)
4. Simple Love Song – 2:57 (Richard Starkey, Vini Poncia)
5. Out on the Streets – 4:29 (Richard Starkey, Vini Poncia)
6. Can She Do It Like She Dances – 3:12 (Steve Duboff, Gerry Robinson)
7. Sneaking Sally Through the Alley – 4:17 (Allen Toussaint)
8. It's No Secret – 3:42 (Richard Starkey, Vini Poncia)
9. Gypsies in Flight – 3:02 (Richard Starkey, Vini Poncia)
10. Gave It All Up – 4:41 (Richard Starkey, Vini Poncia)

Durata totale: 37:53

### Ristampa su CD
L'album è stato ristampato su CD nel 1992, senza tracce bonus. Resta dunque ufficialmente inedita su un compact disc Just a Dream. Il compact disc non è stato pubblicato in Gran Bretagna.

## Formazione
- Ringo Starr: voce, batteria, rullante, spazzole a Sneaking Sally Through The Alley
- Tony Levin: basso
- David Spinozza: chitarra
- Jeff Mironov e/o John Tropea: chitarra
- Steve Spinozza: chitarra solista a Drowning in the Sea of Love
- Cornell Dupree: chitarre a Sneaking Sally Through The Alley
- Lon Van Eaton: chitarre a Sneaking Sally Through The Alley e Simple Love Song
- David Bromberg: chitarra elettrica a Gypsies in Flight
- Danny Kortchmar: chitarra elettrica a Simple Love Song
- Dick Fegy: chitarra acustica a Gypsies in Flight
- Chuck Rainey: basso elettrico a Sneaking Sally Through The Alley, Simpe Love Song
- Hugh McDonald: basso elettrico a Gypsies in Flight
- Don Grolnick: tastiere
- Ken Bichel: sintetizzatore
- Richard Tee: pianoforte, Fender Rhodes clavietta a Sneaking Sally Through The Alley
- Jeff Gutcheon: pianoforte, Fender Rhodes a Gypsies in Flight
- Steve Gadd: batteria
- Nick Marrero: percussioni a Sneaking Sally Through The Alley
- Don Brooks: armonica a bocca
- Randy Brecker: tromba
- Michael Breacker: sassofono tenore
- David Foster: clavinet a Sneaking Sally Through The Alley, pianoforte, tastiera a Simple Love Song
- Vini Poncia: cori
- Jimmy Gilstrap: cori
- Luther Vandross: cori
- Bette Midler: cori
- Melissa Manchester: cori
- Debra Gray: cori
- Robin Clark: cori
- David Lasley: cori
- Maxine Anderson: cori
- Marietta Waters: cori
- Brie Howard: cori
- Joe Bean: cori
- Dutch Helmer: cori
- Lynn Pitney: cori
- Arnold McCuller: cori
- Rebecca Louis: cori[5][6]